# ZPMC
Shanghai Zhenhua Heavy Industries Co (ZPMC), tidigare Zhenhua Port Machinery Company, är ett kinesiskt statligt ägt verkstadsföretag och rederi som tillverkar tunga stålkonstruktioner. Företaget har sitt säte i Shanghai och är sedan 1997 börsnoterat på Shanghaibörsen. Det är ett dotterbolag till China Communications Construction Company (CCCC).
Företaget tillverkar containerkranar, bulklastningsanordningar, stålbroar, oljeplattformar, produktionsutrustning för varv, offshorefartyg och tunga stålkonstruktioner av annat slag. Det grundades 1885 som varvet Gongmao Shipyard. Det ombildades 1992 till Zhenhua Port Machinery Company och namnändrades till Shanghai Zhenhua Heavy Industries 2009.
Företaget äger en transportflotta av 25 specialfraktfartyg på mellan 40.000 och 100.000 dödviktston, bland andra M/S Zhen Hua 33.
Av leveranser till Sverige märkts "Guldbron" (från ett annat kinesiskt företag) till Slussen i Stockholm och två "super post-panamaxkranar", mycket stora kontainerkranar, som också tillverkats av ZPMC, till Norvikshamnen i Nynäshamn, bägge 2020.

## Bildgalleri

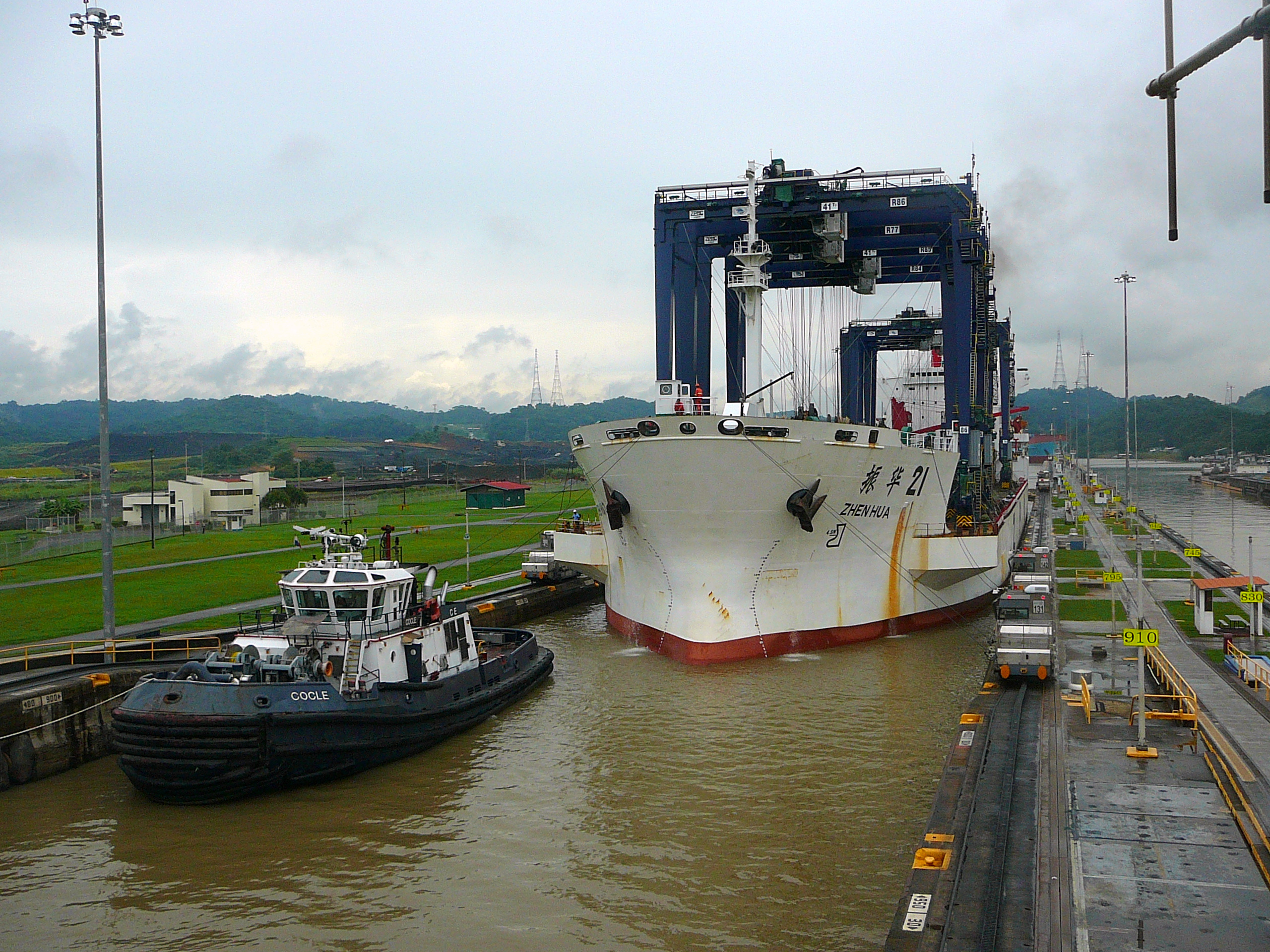
Zhenhua 21 med last av kranar i en av Mirafloresslussarna i Panamakanalen 2010
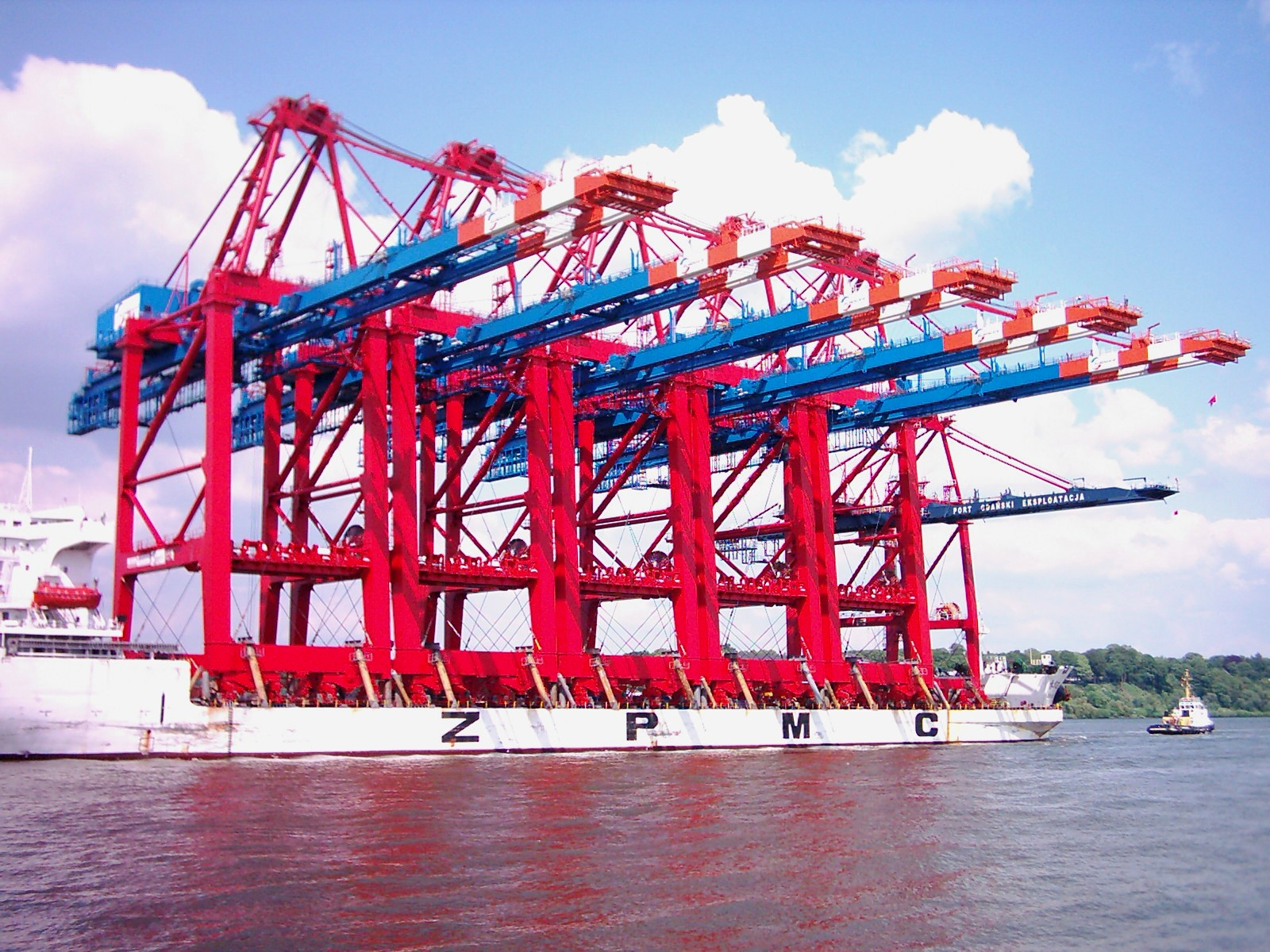
Kontainerkranar lastade för leverans till Hamburg på det egna specialfraktfartyget Zhen Hua 20, 2007
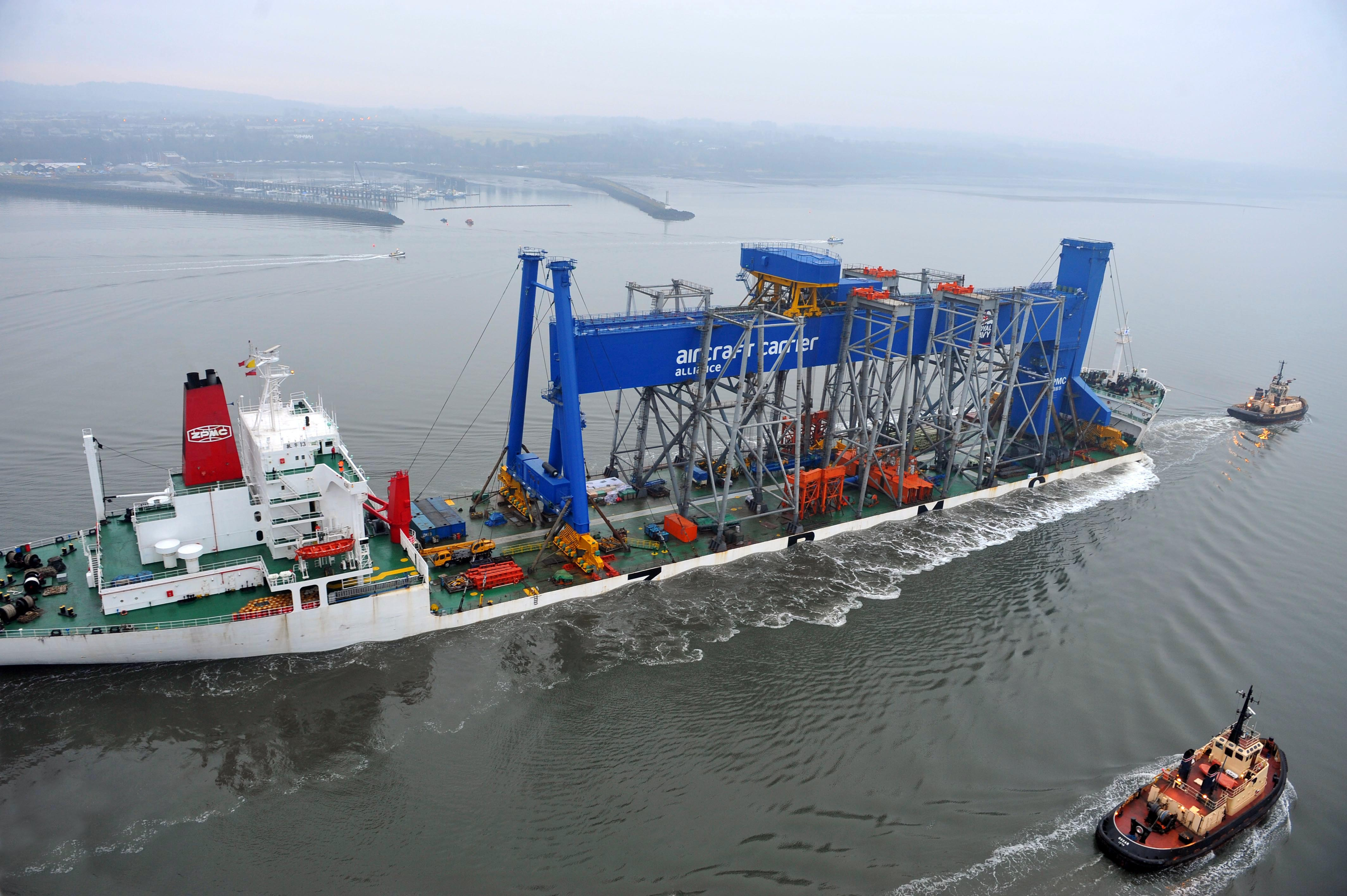
Leverans av portalkran till Rosyth Dockyard på Zhen Hua 13, på Firth of Forth i Skottland 2011
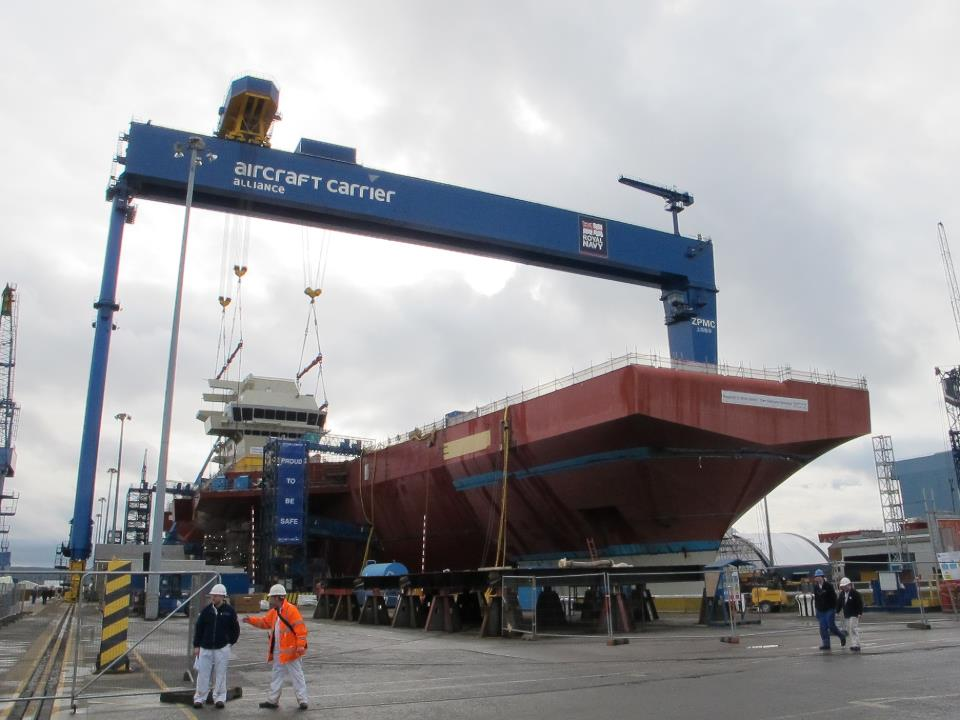
Portalkranen från ZPMC, vid torrdockan för byggande av brittiska hangarfartyget HMS Prince of Wales på Rosyth Dockyard, 2019